# Jennings (Misuri)
Jennings es una ciudad ubicada en el condado de San Luis, Misuri, Estados Unidos. Según el censo de 2020, tiene una población de 12 895 habitantes.

## Geografía
La ciudad está ubicada en las coordenadas 38°43′23″N 90°15′52″O / 38.72306, -90.26444 (38.723072, -90.264374). Según la Oficina del Censo de los Estados Unidos, Jennings tiene una superficie total de 9.67 km², correspondientes en su totalidad a tierra firme.
Está situada a unos 24 kilómetros por carretera del centro de la ciudad de San Luis.

## Demografía
Según el censo de 2020, hay 12 895 personas residiendo en Jennings. La densidad de población es de 1333.51 hab./km². El 91.05% son afroamericanos, el 5.45% son blancos, el 0.16% son amerindios, el 0.23% son asiáticos, el 0.01% es isleño del Pacífico, el 0.47% son de otras razas y el 2.64% son de una mezcla de razas. Del total de la población, el 0.94% son hispanos o latinos de cualquier raza.